# Museu de les Ciències Príncipe Felipe
El Museu de les Ciències Príncipe Felipe (Valenciaans) of Museo de las Ciencias Príncipe Felipe (Spaans) is het museum van wetenschappen in de Spaanse stad Valencia.
Het museum maakt deel uit van het moderne cultureel-wetenschappelijk complex Ciutat de les Arts i les Ciències (Stad van kunsten en wetenschappen), dat gelegen is aan het oostelijke eind van de Turia-tuinen.
Het drie verdiepingen tellende gebouw werd ontworpen door Santiago Calatrava en heeft het uiterlijk van een walvisskelet. Elke verdieping heeft een expositieruimte van ongeveer 8000 m². Het museum belicht vele kanten van de ontwikkeling van de wetenschappen en behandelt ook uiteenlopende eigentijdse thema's als de klimaatverandering en 'superhelden'. De vele interactieve opstellingen maken het voor het publiek mogelijk zelf experimenten uit te voeren.
Het museum werd geopend op 13 november 2000.